# Samsung Galaxy S III Mini
Samsung Galaxy S III Mini (mã GT-I8190) là một điện thoại thông minh màn hình cảm ứng dạng thanh được thiết kế và sản xuất bởi Samsung. Nó được công bố vào tháng 10 năm 2012 và phát hành vào tháng 11 cùng năm. Thông số kĩ thuật của Galaxy S III Mini gồm màn hình Super AMOLED 4-inch, bộ xử lý hai nhân tốc độ 1 GHz với bộ nhớ RAM 1 GB, máy ảnh trước 5-megapixel cùng máy ảnh sau VGA để gọi video hay chụp ảnh selfie.
Samsung Galaxy S III Mini là phiên bản nhỏ hơn của Samsung Galaxy S III và có nhiều tính năng tương đồng. Tuy nhiên, nó thiếu máy ảnh trước 8-megapixel, màn hình lớn 4.8-inch và kính Gorilla Glass. Thiết bị này có pin 42 h trong bài kiểm tra độ bền. Ban đầu nó được cài Android 4.1.1 (Jelly Bean) nhưng sau được cập nhật lên 4.1.2. Các tính năng khác gồm giao diện TouchWiz của Samsung, ứng dụng tin nhắn ChatON, Smart alert, Buddy Photo Share, Pop-Up Play, S Suggest, S Voice, Smart Stay, Video Hub, Game Hub 2.0, và công nghệ S Beam (S Beam chỉ có mặt trên phiên bản đặc biệt có NFC, GT-I8190N). Pin của thiết bị thay đổi tùy theo nhà mạng, có thể là dạng 3 pin phổ biến, hoặc là 4 pin..

## Thiết bị kế nhiệm
Thiết bị kế nhiệm Galaxy S III Mini là Galaxy S4 Mini. Nó được công bố vào ngày 30 tháng 5 năm 2013, và được phát hành vào tháng 7 năm 2013.